# Шарантон — Эколь (станция метро)
Шарантон — Эколь (фр. Charenton - Écoles) — станция линии 8 Парижского метрополитена, расположенная в коммуне Шарантон-ле-Пон, примыкающей к Парижу с юго-востока. Названа по школе Пример Аристид Бриан, расположенной на той же площади, что и станция метро.

## История
- Станция открылась 5 октября 1942 года в конце пускового участка Порт-де-Шарантон — Шарантон — Эколь, выведшего линию 8 за пределы официальных границ Парижа. До 19 сентября 1970 года, когда открылся участок до Мезон-Альфор — Стад, станция была конечной на линии.
- Пассажиропоток по станции по входу в 2011 году, по данным RATP, составил 2 975 899 человек[3]. В 2012 году на станцию вошли 3 286 095 человек[4], а в 2013 году — 3 074 333 пассажира (172 место по уровню входного пассажиропотока в Парижском метро.[5]

## Конструкция и оформление
Станция построена по типовому парижскому проекту (односводчатая станция мелкого заложения с двумя боковыми платформами. Имеются два вестибюля: один из них выводит на рю де Пари к церкви Сен-Пьер, второй — на перекрёсток рю де Пари и рю Анатоль Франс.

## Путевое развитие
К северо-западу от станции располагается противошёрстный съезд. С юго-восточной стороны располагаются два боковых тупика, использовавшихся для отстоя поездов в 1942—1970 годах.

## Галерея

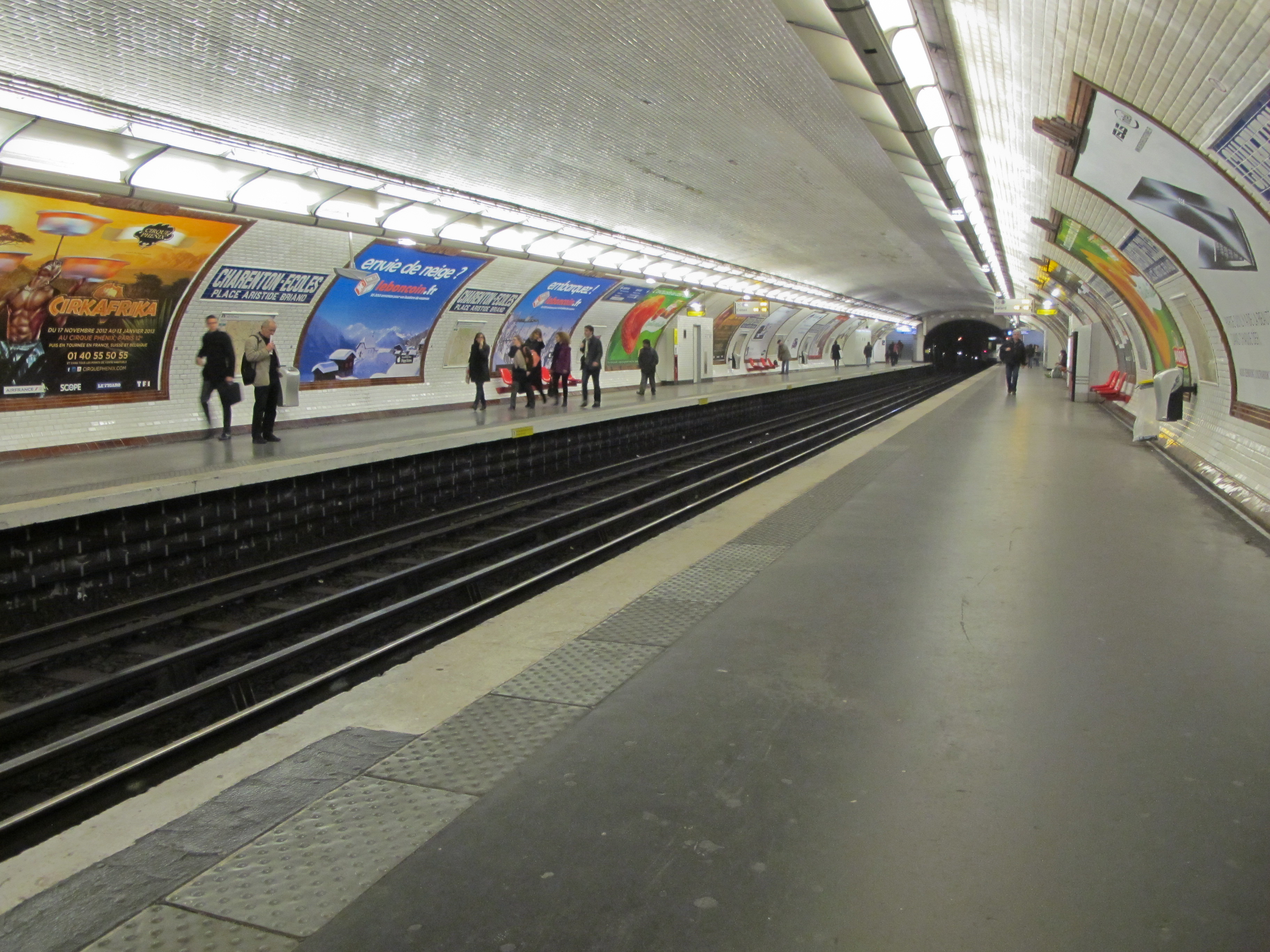
Общий вид станции
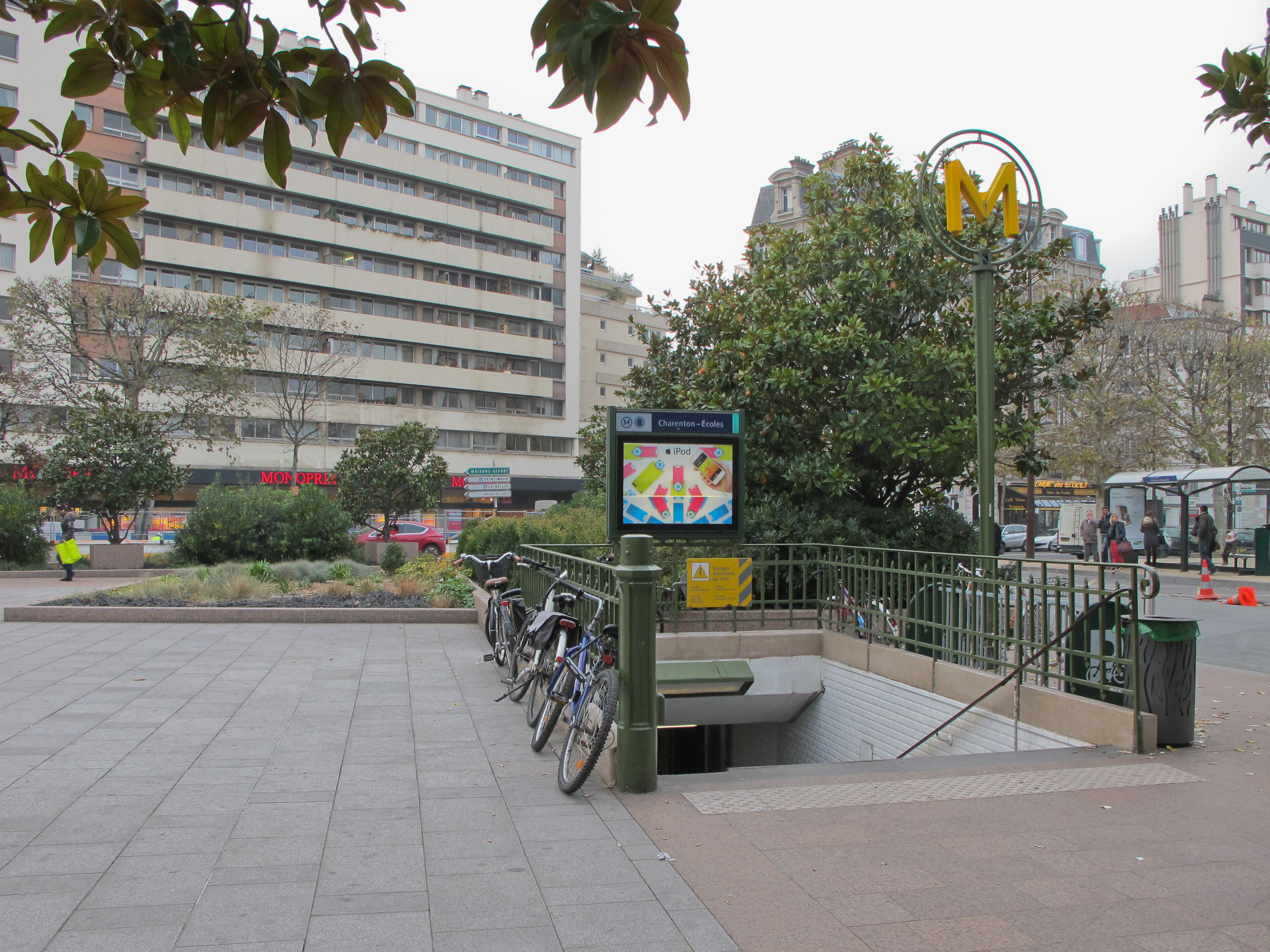
Лестничный сход